# Tukley
Tukley Ganzert (Tomazina, Paraná, 7 de junho de 1953) é um cantor, compositor e guitarrista brasileiro, conhecido por ser o compositor da canção “Vampiro Doidão” e "Chacrilongo".

## Biografia
Tukley começou sua carreira na década de 1970 na cidade de Curitiba (PR), apresentando o programa "Ponto 6" da extinta TV Tupi. Em 1974, foi contratado pela gravadora RGE/Fermata como integrante da dupla “Ponto & Vírgula” e gravou a música “Chacrilongo”, que foi top nas paradas de sucesso na época. Em 1976, a dupla apresentou mais um hit "Laika nóis laika (mas money que é good nóis não have)", que nos anos 90 serviu de inspiração para os Mamonas Assassinas. 
Em 1983, foi vocalista e guitarrista da banda paulista de rock Spray, que foi a criadora do hit “Tic Tic Nervoso”, que mais tarde fez sucesso ao ser regravada pela Banda Magazine.
Assim que saiu da Banda Spray passou a fazer apresentações como cover de Raul Seixas. E foi como cover do Raul que participou dos programas, "Domingão do Faustão" e "Fantástico" da TV Globo (através do qual foi escolhido como melhor cover de Raulzito) e "Domingo Legal", do SBT.

## Discografia

### Carreira solo
- 1979 - Operador da Máquina pesada(Compacto simples(Gravadora Chanteceler)
- 1980 - Não vivo disso (Compacto Simples, Fermata)
- 1980 - Tukley (LP, RCA/Achya)
- 1995-Tukley em Raul Seixas In Concert(CD VideoLar)
- 1999-Tuca Estrada(Gravadora Eldorado)
- 2010 - O Bando do Velho Rock- Tukley (Independente)

### Com a duplaPonto & Vírgula
- 1973 - Chacrilongo (Compacto Simples, RGE/Fermata)
- 1974 - Laika nóis laika (mas money que é good nóis não have) (Compacto Simples, RGE/Fermata)
- 1975- Melô da Borboleta (Compacto Simples, RGE/Fermata)
- 1976-Se Você Disser Que Não Me Ama (Compacto Duplo/Gravadora Copacabana)

### Com aBanda Spray
- 1983 - Tic Tic Nervoso (Compacto Simples, Fermata)
- 1983 - Misturando Tudo (LP, Fermata)